# 権藤英樹
権藤 英樹（ごんどう ひでき、1975年〈昭和50年〉11月1日 - ）は、日本の政治家。
福岡県うきは市長（1期）。元うきは市議会議員（1期）。

## 略歴
福岡県浮羽郡吉井町（現・うきは市）生まれ。熊本マリスト学園高等学校、福岡大学法学部卒業。リンガーハット、筑豊電気鉄道株式会社を経て西日本鉄道株式会社で務めたほか、西日本鉄道労働組合実行委員長、連合福岡政策・政治局長を務めた。
2019年、福岡市議会議員選挙に早良区から立憲民主党公認で立候補したが、落選。2022年4月、うきは市議会議員選挙に無所属で立候補し、初当選する。
2024年5月2日、うきは市長選挙（6月23日告示、同30日投開票）への立候補を表明。6月30日の投開票の結果、自民党と公明党が推薦する元県議の小河誠嗣らを破り、初当選した。
※当日有権者数：22,965人 最終投票率：48.89%（前回比：pts）
| 候補者名   | 年齢 | 所属党派 | 新旧別 | 得票数  | 得票率 | 推薦・支持                 |
| ---------- | ---- | -------- | ------ | ------- | ------ | -------------------------- |
| 権藤英樹   | 48   | 無所属   | 新     | 4,784票 | 43.08% |                            |
| 小河誠嗣   | 70   | 無所属   | 新     | 4,281票 | 38.55% | （推薦）自由民主党・公明党 |
| 中島洋次郎 | 43   | 無所属   | 新     | 2,040票 | 18.37% |                            |